# هایدوباگوش
هایدوباگوش (به مجاری:  Hajdúbagos) یک منطقهٔ مسکونی در مجارستان است که در ناحیه درچکه واقع شده‌است. هایدوباگوش ۳۷٫۴۴ کیلومتر مربع مساحت و ۱٬۹۸۱ نفر جمعیت دارد.